# Thục tần Thôi thị
Hòa Kính Thục tần Thôi thị (chữ Hán: 和敬淑嬪崔氏; Hangul: 숙빈 최씨; 6 tháng 11 năm 1670 - 9 tháng 3 năm 1718), còn gọi là Dục Tường Cung (毓祥宮), là một Hậu cung tần ngự trong Nội mệnh phụ của Triều Tiên Túc Tông, mẹ đẻ của Triều Tiên Anh Tổ, và là một trong bảy hậu cung được sử gọi là Thất cung của Triều Tiên.

## Tiểu sử
Thục tần Thôi thị không rõ tên thật, sinh vào ngày 6 tháng 11 âm lịch, năm Hiển Tông thứ 11. Bà người Hải Châu, là thứ nữ của Tặng Lĩnh Nghị chính Thôi Hiếu Nguyên (崔孝元; 최효원, 1638 – 1672) và Trinh Kính phu nhân Nam Dương Hồng thị (贈貞敬夫人南陽洪氏; 1639 – 1673). Ông nội của bà là Thôi Thái Dật (崔泰逸, 최태일), còn cụ nội tên là Thôi Mạt Trinh (崔末貞, 최말정). Mẹ bà là con gái của Hồng Kế Nam (洪繼南, 홍계남). Ngoài ra bà có một em trai và một chị gái. Khi còn nhỏ, cha mẹ bà đều qua đời.
Năm 1677, khi được 7 tuổi thì bà nhập cung làm Thủy tứ cho Trung điện Mẫn thị (tức Nhân Hiển Vương hậu, kế phi của Túc Tông).

## Hậu cung tần ngự
Năm 1688, Chiêu nghi Trương Ngọc Trinh, một tần ngự được hậu thuẫn bởi phái Nam Nhân, sinh hạ Vương tử Lý Quân. Túc Tông muốn tấn phong Chiêu nghi Trương thị lên hàng chính nhất phẩm Hy tần(禧嬪) và lập Vương trưởng tử làm Vương thế tử. Sự phản đối quyết liệt của những quan lại thuộc phái Tây Nhân khiến Túc Tông vô cùng tức giận và tiến hành Hoán cục, đó gọi là Kỷ Tị hoán cục (己巳換局), loại bỏ phái Tây Nhân ra khỏi Nội các.
Năm 1689, ngày 4 tháng 5, Trung điện Mẫn thị bị phế truất, Trương Ngọc Trinh được lập làm Vương phi. Một lần, vào ngày sinh nhật của phế phi Mẫn thị, nội nhân Thôi thị bí mật cầu phúc cho phế phi tại phòng của mình. Túc Tông đi qua nghe được, thấy rất cảm động và sủng hạnh bà. Năm 1693, bà được lập làm Chính tứ phẩm nội mệnh phụ Thục viên (淑媛), đồng thời được ban Bảo Khánh đường (寶慶堂) tại Xương Đức Cung làm tẩm cung.
Năm 1693, tháng 10, Thục viên Thôi thị sinh hạ Vương tử Vĩnh Thọ (永壽), nhưng 2 ngày sau thì chết yểu. Sang năm 1694, ngày 1 tháng 6, phế phi Mẫn thị được phục vị, Trung điện Trương thị bị hàng vị trở lại tước Hy tần (禧嬪). Ngày 13 tháng 9, cùng năm đó bà sinh hạ Vương tử Lý Khâm (李昑), tức Triều Tiên Anh Tổ về sau. Khi ấy, Lý Khâm được phong tước Diên Nhưng quân (延礽君). Năm đó, bà được tấn phong làm Tòng nhị phẩm Thục nghi (淑儀). Về sau bà sinh hạ 1 vương tử nữa nhưng cũng bị chết yểu.
Năm 1695, vào dịp sinh nhật Diên Nhưng quân, bà được nâng lên hàng Tòng nhất phẩm Quý nhân (貴人). Năm 1699, để kỉ niệm việc Đoan Tông được phụ vị, bà lại được tấn phong lên hàng Chính nhất phẩm Thục tần (淑嬪), ngang hàng với Trương Hy tần.
Năm 1701, Trung điện Mẫn thị qua đời một cách đột ngột, có thuyết cho rằng do bị bệnh từ những ngày bị lưu đày, cũng cho rằng do Trương Hy tần trù ếm. Nhà vua ban thụy hiệu cho Vương hậu là Nhân Hiển Vương hậu (仁顯王后). Căn cứ Túc Tông thực lục (肅宗實錄) và Đan Nham mạn lục (丹巖漫錄) của Mẫn Trấn Viễn (閔鎮遠), Thôi Thục tần đã tố cáo với Túc Tông rằng Trương Hy tần đã dùng thuật vu cổ (巫蠱之術) để ám hại Trung điện Mẫn thị. Ngày 10 tháng 10, năm đó, Trương Hy tần bị xử tử bằng độc dược do tội phản quốc và ám hại Quốc mẫu, thọ 42 tuổi. Sau khi chết, Trương Hy tần vẫn được giữ nguyên tước hiệu nhằm đảm bảo địa vị của Thế tử Lý Quân.
Năm 1702, Túc Tông sắc phong Khánh Châu Kim thị làm Kế phi, tức Nhân Nguyên Vương hậu, đồng thời ra chiếu chỉ cấm các Hậu cung từ nay về sau không được lên làm Vương phi nhằm ngăn chặn những âm mưu của các Tần ngự nhằm đoạt ngôi Trung điện, ông cũng ban chỉ Thế tử Lý Quân nhận Kế phi Kim thị làm dưỡng mẫu. Năm 1703, con trai của Thôi Thục tần là Diên Nhưng quân được Trung điện Kim thị yêu mến và nhận làm dưỡng tử.

## Cuối đời
Năm 1716, Thôi Thục tần lâm bệnh nặng, chuyển về sống tại Lê Hiện cung (梨峴宮, 이현궁) mà Túc Tông đã ban chuẩn cho bà năm 1704. Năm 1718, vào ngày 9 tháng 3, Thôi Thục tần qua đời ở Lê Hiện cung, hưởng thọ 48 tuổi, được chôn cất tại Chiêu Ninh viên (昭寧園) ở Pha Châu.
Năm 1724, Diên Nhưng quân lên ngôi vua, tức Triều Tiên Anh Tổ. Để tận hiếu với mẫu thân, Cảnh Tông truy tặng cho mẫu thân thụy hiệu Huy Đức (徽德), khắc trên bia mộ những câu chuyện chính ông viết về bà qua ký ức và đặt bốn trụ đá đặt ở bốn góc mộ, đồng thời xây dựng Dục Tường miếu (毓祥廟) trong Xương Đức cung để thờ phụng bà.
Năm 1744, Triều Tiên Anh Tổ tiếp tục truy tôn cho Thôi Thục tần làm Hòa Kính Huy Đức An Thuần Tuy Phúc Thục Tần (和敬徽德安純綏福淑嬪) và truy tặng cho bà miếu hiệu Dục Tường Cung (毓祥宮), sửa viên hiệu từ Chiêu Ninh mộ thành Chiêu Ninh viên (昭寧園).

## Trong văn hoá đại chúng
- Được diễn bởi Park Ye-jin trong phim truyền hình Trương Hy tần (phim truyền hình 2002) KBS2 2002
- Thôi Thục tần được nữ diễn viên Han Hyo Joo thể hiện trong bộ phim Đồng Y, nói về chuyện tình giữa Triều Tiên Túc Tông và Thôi Thục tần. Thôi thị trong phim có tên là Đồng Y (Dong Yi).
- Được diễn bởi Han Seung-yeon trong phim truyền hình Tình sử Trương Ok-jeong SBS 2013